# Friedrich Albrecht (Pädagoge)
Friedrich Albrecht (* 1959 in Steinfurth/Hessen) ist ein deutscher Sonder- und Heilpädagoge. Er war von 2010 bis 2020 Rektor der Hochschule Zittau/Görlitz.

## Ausbildung und Werdegang
Nach Erlangen der Hochschulreife belegte Friedrich Albrecht ab 1980 ein Studium „Lehramt an Sonderschulen“ sowie ein Aufbaustudium Diplompädagogik an der Johann Wolfgang Goethe-Universität Frankfurt am Main. Das erste Staatsexamen für das Lehramt an Sonderschulen legte er 1986 ab. 1987 erhielt er das Diplom in Pädagogik, mit dem er sein Studium abschloss. Von 1987 bis 1988 arbeitete er als Kindergartenleiter. 1988 bis 1990 war er Lehrer an der Freien Schule Frankfurt. Als Wissenschaftlicher Mitarbeiter wirkte Albrecht von 1990 bis 1995 an der Universität Frankfurt am Main. 1995 promovierte er zum Dr. phil. Die Berufung zum Professor für Heil-/Behindertenpädagogik an der Hochschule Zittau/Görlitz erfolgte 1996. Im Wintersemester 2005/2006 war er Gastprofessor an der Universität Wien. Von 2006 bis 2010 wirkte Albrecht als Prorektor der Hochschule Zittau/Görlitz. Zum 1. März 2010 wurde er dort zum Rektor berufen und übte dieses Amt zehn Jahre lang bis zum 29. Februar 2020 aus. Sein Amtsnachfolger wurde Alexander Kratzsch.
Friedrich Albrecht hatte mehrere Forschungs- und Arbeitsaufenthalte in Ecuador. Er war von 1990 bis 2004 Redaktionsmitglied der Zeitschrift Behinderung und Dritte Welt sowie langjähriges Mitglied in der Bundesarbeitsgemeinschaft Behinderung und Dritte Welt.

## Mitgliedschaften
- Mitglied des wissenschaftlichen Beirats der 3. Sächsischen Landesausstellung
- Mitglied des Landesbildungsrats des Freistaats Sachsen
- Mitglied der Gesellschaft zur Verleihung des Internationalen Brückepreises der Europastadt Görlitz/Zgorzelec
- Mitglied des Institutsrats des Internationalen Hochschulinstituts Zittau (IHI)
- Mitglied im Präsidium des wissenschaftlichen Netzwerks Neisse University
- Mitglied im Beirat des Ausbildungsverbundes Kooperatives Studium mit integrierter Ausbildung (KIA)
- Mitglied im Konsilium des Akademischen Koordinierungszentrum der Euroregion Neiße (ACC)
- Mitglied der Deutschen Gesellschaft für Erziehungswissenschaft (DGfE)
- Mitglied im Verband Sonderpädagogik e. V. (VDS)
- Mitglied des wissenschaftlichen Beirats der Zeitschrift Behinderung und Dritte Welt
- Mitglied im Verein Heilpädagogik Görlitz e. V.
- Mitglied des Lions Club Görlitz